# Castel d’Ario
Castel d’Ario (früher: Castellaro) ist eine norditalienische Gemeinde (comune) mit 4650 Einwohnern (Stand 31. Dezember 2023) in der Provinz Mantua in der Lombardei. Die Gemeinde liegt etwa 14 Kilometer ostnordöstlich von Mantua am Tione und grenzt unmittelbar an die Provinz Verona.

## Geschichte
Das Lehen von Castellaro genoss bis zur Säkularisation 1797 erhebliche Unabhängigkeit von den Staaten der Umgebung.

## Persönlichkeiten
- Tazio Nuvolari (1892–1953), Rennfahrer

## Verkehr
Durch die Gemeinde führt die frühere Strada Statale 10 Padana Inferiore (heute eine Regionalstraße) sowie die Strada Statale 249 Gardesana Orientale (heute eine Provinzstraße). An der Bahnstrecke von Mantua nach Monselice besteht ein Bahnhof.

## Belege
1. ↑  Bilancio demografico e popolazione residente per sesso al 31 dicembre 2023. ISTAT. (Bevölkerungsstatistiken des Istituto Nazionale di Statistica, Stand 31. Dezember 2023).